# Telmatactis vernonia
Telmatactis vernonia is een zeeanemonensoort uit de familie Isophelliidae. De anemoon komt uit het geslacht Telmatactis. Telmatactis vernonia werd in 1864 voor het eerst wetenschappelijk beschreven door Duchassaing & Michelotti. 